# IC 600
IC 600 ist eine Balken-Spiralgalaxie vom Hubble-Typ SBdm im Sternbild Sextant südlich der Ekliptik. Sie ist rund 52 Millionen Lichtjahre von der Milchstraße entfernt und hat einen Durchmesser von etwa 40.000 Lichtjahren.
Das Objekt wurde am 3. Mai 1893 vom französischen Astronomen Stéphane Javelle entdeckt.